# Lechziri
 Lechziri  (gruz. ლეხზირი) – lodowiec zlokalizowany na północy Gruzji w regionie Swanetia na południowym  zboczu Kaukazu w dorzeczu rzeki Inguri.

## Rozmiar
W XIX wieku Lechziri  był trzecim pod względem wielkości lodowcem Gruzji po lodowcach Twiberi i Caneri. Podobnie jednak jak w przypadku innych lodowców Kaukazu, rozmiar Lechziri ulegał na przestrzeni lat zmniejszeniu.
W 1887 zajmował powierzchnię około 40,8 km² z jęzorem lodowcowym na wysokości 1730 m n.p.m. W 1960 powierzchnia lodowca wynosiła około 36 km² z jęzorem lodowcowym na wysokości 1970 m n.p.m.
W 2012 zaobserwowano odłączenie się północnej części lodowca (powierzchnia około 6,2 km² na 2014).
W 2014 Lechziri składający się z dwóch głównych przepływów (bez odłączonej części północnej) zajmował powierzchnię 23,3 km² z jęzorem lodowcowym na wysokości 2320 m n.p.m., będąc tym samym na 2014 największym lodowcem Gruzji.